# Seriale, seriale
Seriale, seriale – trzecia autorska płyta Krzysztofa Herdzina, nagrana w trio z Mariuszem Bogdanowiczem i Piotrem Biskupskim, wydana w 1998 roku przez wydawnictwo Confiteor. Na płycie znajdują się opracowane przez Herdzina wybrane tematy z polskich seriali telewizyjnych. W nagraniu albumu udział wzięli również muzycy z orkiestry Sinfonia Varsovia. 

## Lista utworów
1. Wojna Domowa
2. Polskie Drogi
3. Uciekaj moje serce (Jan Serce)
4. Czterdzieści lat minęło (Czterdziestolatek)
5. Czterej Pancerni
6. 07 Zgłoś się
7. Lalka
8. Chłopi

## Wykonawcy
- Krzysztof Herdzin – fortepian, aranżacja
- Mariusz Bogdanowicz – bass akustyczny
- Piotr Biskupski – perkusja
- Krzysztof Bzówka – skrzypce
- Józef Kolinek – skrzypce
- Andrzej Staniewicz – skrzypce
- Robert Dąbrowski – skrzypce
- Piotr Reichert – skrzypce
- Jan Kuta – wiolonczela